# Sahanske, Romnî
Sahanske (în ucraineană Саханське) este un sat în comuna Anastasivka din raionul Romnî, regiunea Sumî, Ucraina.

## Demografie
Componența lingvistică a localității Sahanske
     Ucraineană (100%)
Conform recensământului din 2001, toată populația localității Sahanske era vorbitoare de ucraineană (100%).